# Martin Greis-Rosenthal
Martin Greis-Rosenthal (født 9. oktober 1980 i Brobyværk, Fyn) er en dansk skuespiller uddannet fra Statens Teaterskole i 2004.

## Karriere
Martin Greis-Rosenthal debuterede som 10-årig i de odenseanske H.C. Andersen Festspil. I 2000 blev han som en af de yngste nogensinde optaget på Statens Teaterskole sammen med blandt andre Mille Dinesen og Beate Bille. Han blev uddannet i 2004.
Han er blandt andet kendt for sine roller som Kaj Holgers driftige barnebarn, Henrik, i DR's tv-serie Krøniken, Poul Andersen, den hjemvendte hotelarving, i TV 2's Badehotellet samt forskellige roller i danske film som Roni Ezras krigsfilm 9. april, Mikkel Serups boksefilm Den bedste mand om Jørgen "Gamle" Hansen, i rollen som Svend Gehrs og Kong Frederik IV i Tordenskjold og Kold.
Desuden kan Greis-Rosenthal ses i TV2’s julekalender for 2021, “Kometernes Jul” som den nervøse og fumlefingrede fysiker, Panda Søren.
Ligeledes har Greis-Rosenthal gjort karriere i udlandet. Først i Thomas Vinterbergs fransk producerede ubådsdrama, Kursk, amerikanske ABC’s Whiskey Cavalier, ARD’s Usedom og RTL’s Alarm für Cobra 11 og senest den store tysk/engelsk producerede Netflix satsning, 1899.
Desuden fra flere store roller på de danske teaterscener, hvor han har favnet et bredt repertoire lige fra Ludvig Holberg over Alan Bennett til danske Christian Lollike og Nikolaj Cederholms teaterkoncerter.
I 2007 fejrede han stor succes i den krævende hovedrolle som Fyrst Mysjkin (Idioten) i Idioten efter Dostojevskijs roman på Aarhus Teater iscenesat af Rune David Grue.[kilde mangler]
Martin Greis-Rosenthal har indlæst flere lydbøger for Lindhardt & Ringhoff, Rosinante og Gyldendal. Blandt andre: Liberty af Jakob Ejersbo, Century-trilogien af Ken Follett, fantasyromanserien En sang om is og ild af George R. R. Martin og Søren Sveistrups Kastanjemanden.[kilde mangler]
Modtog i 2023 Karen Bergs Hæderslegat.

## Private forhold
Privat danner han par med skuespillerinden Katrine Greis-Rosenthal. Sammen har de to børn og Martins datter fra et tidligere forhold.

## Filmografi
| År   | Titel                                   | Rolle                  | Filmselskab          |
| ---- | --------------------------------------- | ---------------------- | -------------------- |
| 2020 | Krudttønden                             | Martin Thott Jørgensen | Nimbus Film          |
| 2018 | Før vi falder                           | Carl                   | Meta Film            |
| 2018 | Før Frosten                             | Degnen                 | Nordisk Film         |
| 2018 | The Command                             | Ilyushin               | Europa Corp          |
| 2017 | Den bedste mand                         | Svend Gehrs            | Nimbus Film          |
| 2016 | Tordenskjold & Kold                     | Kong Frederik IV       | Nimbus Film          |
| 2015 | 9. april                                | Løjtnant Gjermansen    | Nordisk Film         |
| 2014 | Steppeulven                             | Knud                   | Nimbus Film          |
| 2014 | Lev Stærkt                              | Allan                  | Zentropa             |
| 2012 | Ild i Horisonten                        | Peter                  | Den Danske Filmskole |
| 2009 | Headhunter                              | Smaltze Jørgensen      | Nordisk Film         |
| 2008 | Flammen & Citronen                      | Heinrich               | Nimbus Film          |
| 2007 | De unge år: Erik Nietzsche sagaen del 1 | Bjarkoff               | Nimbus Film          |
| 2006 | Snart kommer tiden                      | Unge Olsen             | Deluca Film          |
| 2005 | Far-vel                                 | Jakob                  | Short                |

### Tv-serier
| År   | Titel                 | Rolle             | TV Selskab       |
| ---- | --------------------- | ----------------- | ---------------- |
| 2022 | 1899                  | Villads           | Netflix          |
| 2021 | Kometernes jul        | Panda Søren       | TV2              |
| 2020 | Alarm für Cobra 11    | Lars-Ole Anderson | RTL              |
| 2020 | Rita                  |                   | TV2              |
| 2020 | Grænseland            | Christian         | DR1              |
| 2019 | Usedom: Baltic Crimes | Storm Nielsen     | ARD              |
| 2019 | Whiskey Cavalier      | Nikolai Müeller   | ABC TV           |
| 2017 | Ø                     | Marco             | Studio Plus (FR) |
| 2014 | Badehotellet          | Poul Andersen     | TV2              |
| 2013 | Taming the Quantom    | Albert Einstein   | DR2              |
| 2007 | Frank Molino          | Hadrian Bonfils   | DR2              |
| 2006 | Krøniken              | Henrik            | DR1              |

## Teater - udvalgte
| År   | Titel                  | Rolle              | Teater               |
| ---- | ---------------------- | ------------------ | -------------------- |
| 2014 | Mozart Undone          | The Lover          | The Barbican (UK)    |
| 2014 | Lulu                   | Eduard Schwartz    | Det Kongelige Teater |
| 2013 | Teaterkoncert Mozart   | Don Giovanni       | Betty Nansen Teatret |
| 2011 | Poul, Poul, Poul, Poul | Poul               | Holland House        |
| 2010 | Krasnoyarsk            | Antropologen       | Café Teatret         |
| 2009 | Kvinden i Hvidt        | Sir Percival Glyde | Det Kongelige Teater |
| 2009 | Don Carlos             | Posa               | Aarhus Teater        |
| 2009 | Come Together          | Napoleon           | Østre Gasværk Teater |
| 2007 | Idioten                | Fyrst Mysjkin      | Aarhus Teater        |